# 프랑스 항공모함 클레망소

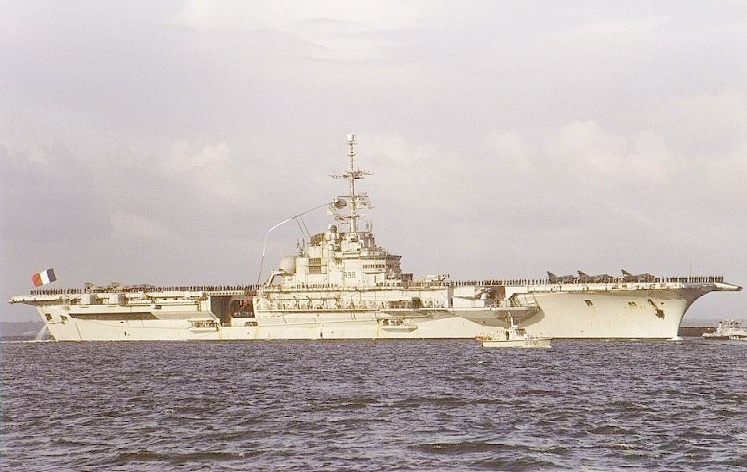

프랑스 항공모함 클레망소는 프랑스 해군의 클레망소급 항공모함의 1번함이다. 2번함은 프랑스 항공모함 포슈이다.

## 역사
1955년 11월 기공식을 가졌고, 1957년 12월 21일 진수식을 열었다. 1961년 11월 22일 취역해서 1997년 10월 1일 퇴역했다.
36년간 사용했으며, 190만 km, 3125일을 항해했다.
만재배수량 32,780톤으로 작지만, 효율적인 디자인이다. 증기식 캐터펄트를 사용한다.
착륙용 비행갑판은 길이 165.5 m (543 ft), 폭 29.5 m (97 ft)이다. 항공모함에서 8도 좌측으로 착륙용 비행갑판이 설치되어 있다.
메인 비행갑판의 길이는 265 m (869 ft)이다. 함수쪽에 52 m (171 ft) 길이의 증기식 캐터펄트 1개가 설치되어 있다. 착륙용 비행갑판에도 52 m (171 ft) 길이의 캐터펄트가 하나 더 설치되어 있다.
중형 헬기 2대, 대형 헬기 2대, 전투기 36대로, 모두 40대의 함재기를 탑재한다.